# Edgewater (Alabama)
Edgewater é uma Região censo-designada localizada no estado americano do Alabama, no Condado de Jefferson.

## Demografia
Segundo o censo americano de 2000, a sua população era de 730 habitantes.

## Geografia
De acordo com o United States Census Bureau tem uma área de 3,1 km², dos quais 3,0 km² cobertos por terra e 0,1 km² cobertos por água.

## Localidades na vizinhança
O diagrama seguinte representa as localidades num raio de 8 km ao redor de Edgewater.